# Dreamia
A Dreamia - Serviços de Televisão, S.A. é uma empresa produtora de canais de televisão temáticos fundada em 2009. Atua principalmente em Portugal, Angola, Moçambique e Cabo Verde. É uma empresa conjunta entre a NOS e a AMC Networks International Iberia (antes conhecida como Chello Multicanal Iberia). 

## Canais ativos
- Canal Hollywood[5]
- Canal Panda[6]
- Biggs[7]
- Blast[8][9][10] (disponível apenas no Zap)
- Casa e Cozinha
- Panda Kids[11]

## Canais extintos
- MOV[12]